# Людина-лев
Людина-лев, Людинолев (нім. Löwenmensch) — статуя істоти з людським тілом і левовою головою, знайдена археологами в Німеччині. Зроблена з бивня мамонта, статуя вважається однією з найдавніших відомих скульптур у світі і найдавнішою зооморфічною скульптурою. Науковці вважають, що фігура можливо є божеством і була предметом релігійного поклоніння. Після проведення радіовуглецевого аналізу вік людини-лева було визначено в 32 тисячі років.

## Опис
Скульптура має висоту 29,6 см, ширину 5,6 см і товщину 5,9 см. Вона була вирізана з бивня мамута з використанням кам'яного ножа, зробленого з кременю. На лівій руці фігурки вирізано сім паралельних горизонтальних ліній.